# 乔治·保陶基
乔治·艾莫·保陶基（英語：George Elmer Pataki，1945年6月24日—），是美國紐約州第53任州長（1995年－2006年）。

## 经历
保陶基是共和黨籍。1967年畢業於耶魯大學，1970年獲哥倫比亞大學法律專業學位。1973年結婚，有四名子女。
1994年美國州長及中期選舉，時任紐約州參議員的他在共和黨革命的背景下角逐紐約州州長，擊敗已三連任的民主黨籍州長馬里奧·科莫，成為該州自小羅斯福以來首位並非出生於紐約市的州長，其後他於1998年及2002年成功連任。任內經歷九一一事件，最終領導紐約度過危機。
2015年5月宣布角逐2016年美國總統選舉的共和黨初選，但他秉持支持墮胎權和同性婚姻等溫和派立場，使他在共和黨內一直處於低於1%的民調水平，最終在12月底宣布退選。